# Jörg-Dieter Kogel

Jörg-Dieter Kogel, 2014

Jörg-Dieter Kogel (* 1950) ist ein deutscher Journalist und Rundfunkredakteur.

## Leben
Kogel studierte Germanistik, Philosophie und Geschichte in Köln. Neben seiner Tätigkeit als Wissenschaftlicher Mitarbeiter an der Universität Köln arbeitete er seit 1975 freiberuflich für Zeitungen und ARD-Rundfunkanstalten. Ab 1983 war er bei Radio Bremen als Kulturredakteur und Moderator tätig, von 1989 an als Leiter der Abteilung „Kultur aktuell“. 1993 Redaktionsleiter „Kultur aktuell“ beim Deutschlandfunk und nach Rückkehr zu Radio Bremen Leiter der Abteilung „Kultur und Gesellschaft“. Von 2003 bis 2016  Programmleiter des Nordwestradios von Radio Bremen und dem NDR.
Kogel ist Mitglied der Historischen Kommission der ARD sowie Mitbegründer und Mitglied des Vorstands der Günter-Grass-Stiftung Bremen. Seit 2003 ist er Juror Sachbücher des Monats und gehört seit 2016 dem Vorstand der Wolfgang-Koeppen-Stiftung an.
Kogel ist verheiratet mit Irene Kogel. Das Ehepaar hat drei Töchter.

## Auszeichnungen
- 1990: Hörfunkpreis „Das goldene Kabel“
- 2002: Stipendiat der Casa di Goethe, Rom

## Publikationen (Auswahl)
- Sigmund Freud in den Augen anderer, Biografische Vignetten mit etwas Tratsch, mit Christfried Tögel. Psychosozial-Verlag 2025, Gießen 2025, ISBN 978-3-8379-3362-8
- Im Land der Träume, Mit Sigmund Freud in Italien.                                                                                                                                                                                                         Aufbau Verlag, Berlin 2019, ISBN 978-3-351-03748-2
- Gestalten des Bösen, Der Teufel – ein theologisches Relikt, Eugen Drewermann im Gespräch mit Jörg-Dieter Kogel.                                                                                                         Herder Verlag 2018, ISBN 978-3-451-38402-8
- Knigges ungewöhnliche Empfehlungen zu Aufklärung und Revolution.                                                                                                                                                                       Oberbaum Verlag, Berlin 1979, ISBN 3-87628-151-2.

### Herausgeber
- Knigge für Jedermann, Vom Umgang mit Menschen.                                                                                                                                                                                                         Insel Verlag, Frankfurt am Main 1999, ISBN 3-458-34282-6.
- Ingeborg Bachmann, Römische Reportagen, Eine Wiederentdeckung.                                                                                                                                                                               Piper Verlag, München 1998, ISBN 3-492-22938-7.
- Ingeborg Bachmann, Quel che ho visto e udito a Roma. Trad. di Kristina Pietra e Anita Raja                                                                                                                                              Quodlibet, Rom 2002, ISBN 88-86570-42-2
- Schriftsteller vor Gericht, Verfolgte Literatur in vier Jahrhunderten.                                                                                                                                                                              Suhrkamp Verlag, Frankfurt am Main 1996, ISBN 3-518-39028-7.
- Europäische Filmkunst, Regisseure im Porträt.                                                                                                                                                                                                                   Fischer Verlag, Frankfurt a. M. 1990, ISBN 3-596-24490-0.

### Hörbücher (Herausgeber)
- Adolph Freiherr Knigge, Über den Umgang mit Menschen. Lesung mit Christoph Maria Herbst (2 CDs).                                                                                                                                   Der Audio Verlag, Berlin 2019, ISBN 978-3-7424-0998-0.
- Günter Grass, Die Blechtrommel. Ungekürzte Autorenlesung.                                                                                                                                                                                             Der Audio Verlag, Berlin 2018, ISBN 978-3-7424-0485-5.
- Günter Grass, Katz und Maus. Ungekürzte Autorenlesung.                                                                                                                                                                                                  Der Audio Verlag, Berlin 2018, ISBN 978-3-7424-0486-2.
- Günter Grass, Hundejahre. Autorenlesung.                                                                                                                                                                                                                         Der Audio Verlag, Berlin 2018, ISBN 978-3-7424-0492-3.
- Günter Grass, Das Treffen in Telgte. Ungekürzte Autorenlesung.                                                                                                                                                                                          Der Audio Verlag, Berlin 2018, ISBN 978-3-7424-0488-6.
- Günter Grass, Der Butt. Ungekürzte Autorenlesung.                                                                                                                                                                                                             Der Audio Verlag, Berlin 2018, ISBN 978-3-7424-0489-3.
- Günter Grass, Grimms Wörter. Ungekürzte Autorenlesung.                                                                                                                                                                                                  , Der Audio Verlag, Berlin 2018, ISBN 978-3-7424-0490-9.
- Günter Grass, Unkenrufe. Ungekürzte Autorenlesung.                                                                                                                                                                                                          Der Audio Verlag, Berlin 2018, ISBN 978-3-7424-0487-9.
- Günter Grass, Mein Jahrhundert. Ungekürzte Autorenlesung.                                                                                                                                                                                                Der Audio Verlag, Berlin 2018, ISBN 978-3-7424-0493-0.
- Günter Grass, Die Box. Ungekürzte Autorenlesung.                                                                                                                                                                                                             Der Audio Verlag, Berlin 2018, ISBN 978-3-7424-0495-4.
- Günter Grass, Beim Häuten der Zwiebel. Ungekürzte Autorenlesung.                                                                                                                                                                                   Der Audio Verlag, Berlin 2018, ISBN 978-3-7424-0496-1.
- Günter Grass, Ein weites Feld. Ungekürzte Autorenlesung.                                                                                                                                                                                                           Der Audio Verlag, Berlin 2018, ISBN 978-3-7424-0497-8.
- Günter Grass, Eintagsfliegen. Gelegentliche Gedichte. Ungekürzte Autorenlesung.                                                                                                                                                                Der Audio Verlag, Berlin 2018, ISBN 978-3-7424-0498-5.
- Günter Grass, Die Plebejer proben den Aufstand. Autorenlesung.                                                                                                                                                                                         Der Audio Verlag, Berlin 2018, ISBN 978-3-7424-0499-2.
- Günter Grass, Im Krebsgang. Ungekürzte Autorenlesung.                                                                                                                                                                                                   Der Audio Verlag, Berlin 2018, ISBN 978-3-7424-0500-5.
- Komm, Trost der Nacht, Günter Grass und Peter Rühmkorf lesen Barocklyrik.                                                                                                                                                                       Der Audio Verlag, Berlin 2018, ISBN 978-3-7424-0491-6.
- Günter und Helene Grass, Des Knaben Wunderhorn, mit Musik von Stephan Meier.                                                                                                                                                               Der Audio Verlag, Berlin 2018, ISBN 978-3-7424-0494-7.
- Günter Grass liest Lyrische Beute, 140 Gedichte aus fünfzig Jahren.                                                                                                                                                                                    , Der Audio Verlag, Berlin 2018, ISBN 978-3-7424-0638-5.
- Der Ball ist rund, Fussballweisheiten (mit Matías Martinez).                                                                                                                                                                                         Hoffmann und Campe Verlag, Hamburg 2006, ISBN 978-3-455-30455-8.
- Ingeborg Bachmann, Römische Reportagen und ausgewählte Gedichte.                                                                                                                                                                                Der Audio Verlag, Berlin 2002, ISBN 978-3-89813-183-4
- Woody Allen, Zwischenspiel mit Kugelmaß und andere Erzählungen.                                                                                                                                                                                     Der Audio Verlag, Berlin 2001, ISBN 978-38981-3-2
- Georg Christoph Lichtenberg, Gewitzte Aufklärung, Eine Hommage. (mit Harro Zimmermann).                                                                                                                                                                         Wallstein Verlag, Göttingen 1999, ISBN 3-89244-342-4

### Fernsehproduktionen
- Begegnung ... mit Georg Forster, WDR 3 (26. Februar 1983)
- Römische Reportagen, Ingeborg Bachmann als Rundfunkautorin. (mit Jutta Günther), 3sat (27. Juni 2001)